# Куртамак
Куртама́к — река в Кинель-Черкасском районе Самарской области России.

## География и гидрология
Река Куртамак — левобережный приток реки Большой Кинель. Длина реки — 11 километров, площадь водосборного бассейна — 69,3 км². Ранее впадала в Большой Кинель, в настоящее время в низовье пересыхает.
Ближайшие населённые пункты — село Черновка и одноимённая железнодорожная станция. Через реку построен автомобильный мост. На месте впадения в Большой Кинель найдено поселение позднего бронзового века (селище Кротовка I).

## Этимология
Название происходит от тюркских «куру» — голый, сухой, пустой и «тамак» — устье реки.

## Данные водного реестра
По данным государственного водного реестра России относится к Нижневолжскому бассейновому округу, водохозяйственный участок реки — Большой Кинель от истока и до устья, без реки Кутулук от истока до Кутулукского гидроузла. Речной бассейн реки — Волга от верховий Куйбышевского вдхр. до впадения в Каспий.
Код объекта в государственном водном реестре — 11010000812112100008463.